# Eumenes consobrinus
Eumenes consobrinus är en stekelart som beskrevs av Henri Saussure 1856. Eumenes consobrinus ingår i släktet krukmakargetingar, och familjen Eumenidae. Inga underarter finns listade i Catalogue of Life.